# Alois Šedivý
Alois Šedivý (25. května 1915 Hlinsko – 16. září 1990 Adelaide) byl pilot, kapitán letectva (plukovník československé armády in memoriam), příslušník 311. československé bombardovací peruti RAF.

## Život
Brzy osiřel, otec padl během 1. světové války, matka mu umřela v roce 1918 (je pohřbena v Hlinsku. Vychovávali jej prarodiče ve Zlešicích. Vystudoval průmyslovku v Českých Budějovicích. Od roku 1934 studoval na Škole pro odborný dorost letectva v Prostějově. V roce 1936 by přidělen k 1. leteckému pluku v Praze-Kbelích. Dělal pilota letounů Letov Š-328 u letky v Milovicích, později dělal pilota bombardovacích letounů Bloch MB.200 u 5. leteckého pluku v Brně.
Po německé okupaci Čech, Moravy a Slezska ilegálně emigroval dne 14. července 1939 do Polska a odtud do Francie, kde prodělal další výcvik a přeškolení. V červnu 1940 odcestoval do Velké Británie, kde byl dne 24. července 1940 zařazen do 311. československé bombardovací peruti RAF, kde v prvním operačním turnusu vykonal 40 nočních bombardovacích náletů. Poté se zúčastnil mj. protiponorkových letů nad Biskajským zálivem, Lamanšským průlivem, Norským mořem, Severním moře a Baltským mořem (39 bojových operací). Provedl (s osádkou svého letounu Liberator) čtyři útoky na nepřátelské ponorky, včetně japonské ponorky třídy I-29. Dne 29. října 1944 potopil u ostrova Fleina ponorku U-1060.
Po 2. světové válce odešel na vlastní žádost do zálohy a nastoupil k ministerstvu dopravy jako vládní pilot. Dne 2. 4. 1948 se nevrátil ze služebního letu do Ženevy, emigroval a až do svého odchodu do důchodu (5. 5. 1965) sloužil u Royal Air Force. V roce 1983 byla u něj zjištěna Alzheimerova choroba. V roce 1990 umřel.

## Vyznamenání
- Československý válečný kříž 1939 (4x)
- Československá medaile Za chrabrost před nepřítelem (2x)
- Československá medaile za zásluhy I. stupně
- Pamětní medaile československé armády v zahraničí se štítky Francie a Velká Británie
- Záslužný letecký kříž (Spojené království)
- Záslužná letecká medaile (Distinguished Flying Medal)
- Hvězda 1939–1945
- Evropská hvězda leteckých osádek (anglicky Air Crew Europe Star)
- Hvězda Atlantiku (anglicky Atlantic Star)
- Britská medaile Za obranu